# Johannes XVI
Johannes XVI, född Johannes Philagathos, död 26 augusti 1001, var motpåve från februari 997 till maj 998.
Johannes XVI blev genom kejsarinnan Teofanos ynnest 982 abbot av Nonantola och senare biskop (ärkebiskop) av Piacenza. Han uppsattes av Crescentius som motpåve mot den av Otto III stödde Gregorius V. Vid Ottos återkomst blev Johannes insatt i ett kloster.
Trots att Johannes XVI var en illegitim påve, tog sig näste påve med namnet Johannes ordningstalet XVII — Johannes XVII. Någon legitim påve med namnet "Johannes XVI" har aldrig existerat.